# Cù lao
Cù lao là từ ngữ chỉ đảo, được Luật Đê điều Việt Nam 2006 định nghĩa "là vùng đất nổi lên trong phạm vi lòng sông". Ngoài ra, cù lao còn được sử dụng để chỉ các hòn đảo ở biển, như Cù lao Chàm.

## Từ nguyên
"Cù lao" được người Việt sử dụng ở Nam Trung Bộ và Nam Bộ, bắt nguồn từ "palao" trong tiếng Chăm. Từ nguyên ban đầu có thể xuất xứ từ "pulau" trong tiếng Mã Lay.

## Đặc điểm địa lý
Cù lao là phần đất nằm giữa sông, có địa hình đất gò, hình thành tự nhiên, bao quanh là nước. Do vị trí giữa sông nên cù lao thường xuyên nhận được phù sa bồi đắp thêm. Cù lao và cồn là một nhưng cồn được xem là có diện tích nhỏ hơn, và cù lao được dùng khi có người đến sinh sống.
Trên dòng sông Mê Kông do có lưu lượng phù sa lớn, một số cù lao cỡ lớn đã hình thành với tốc độ rất nhanh ở cửa sông và ven biển lân cận, như cồn Vượt. Bên cạnh việc hình thành các cù lao, cũng có sự sạt lở và biến mất của một số cù lao, như cồn Đồng Phú,... Cồn Sơn từ 100 ha đất sạt lở chỉ còn 60 ha, hiện chỉ còn khoảng 300 người sinh sống, rất nhiều dân cư đã rời bỏ cù lao này. Cồn Cả Đôi vào năm 1960 có diện tích 20 ha, nhưng đến 1990 chỉ còn 6 ha, và đến 2005 thì biến mất. Vào năm 2011, cù lao Tây ở Đồng Tháp xảy ra vụ sạt lở lớn khiến 250 ngôi nhà chìm xuống sông.
Một khu đất mà cả bốn phía bao bọc bởi kênh rạch cũng thường được gọi như một cù lao.

## Hành chính
Ngày nay, tại Việt Nam, một số cù lao được phân loại hành chính tương đương hoặc thuộc về một ấp, như cồn Long Đức; xã, như xã Tân Phong; huyện, như huyện Cù Lao Dung. Tỉnh Bến Tre ở Nam Bộ, Việt Nam là bộ phận hợp thành từ 3 cù lao là cù lao Bảo, cù lao Minh và cù lao An Hóa.

## Lịch sử
Cù lao Rùa giữa sông Đồng Nai chứa đựng di chỉ khảo cổ hơn 3.000 năm. Năm 2003, Trung tâm Nghiên cứu khảo cổ của Viện Khoa học xã hội tại TP.HCM cùng Bảo tàng tỉnh Bình Dương tổ chức khai quật cù lao Rùa, tìm thấy 1.254 hiện vật bằng đá và đất nung như rìu, bàn mài, khuôn đúc, đục các loại, vòng tay, bi gốm, dọi xe sợi,...và nhiều đồ tùy táng.
Cù lao nổi tiếng về mặt thương mại trong lịch sử có cù lao Phố ở Biên Hòa là một thương cảng lớn từ thế kỷ 17. Đó là một cảng sông nằm sâu trong nội địa, nơi tụ họp mua bán lớn ở miền nam Việt Nam. Cù lao nổi tiếng với thương mại lịch sử trên biển có cù lao Chàm, đây được xem là tiền cảng của Hội An, một cảng thương mại lớn từ thời Chăm Pa đến Đàng Trong.
Vào cuối thế kỷ 18, địa thế sông nước và các cù lao trên sông Tiền cũng từng là nơi bày binh đánh quân Xiêm của quân Tây Sơn, trong đó quan trọng nhất là cù lao Thới Sơn và các cù lao nhỏ hơn xung quanh. Nơi đây là nơi quyết chiến mà 50.000 quân Xiêm bị Tây Sơn đánh bại.
Trong thế kỷ 19, khoảng thời gian ngắn từ 1864 đến 1871, một cù lao giữa sông Tiền được lập thành một vương quốc với tuyên bố của một sĩ quan-thương nhân người Pháp là Taillefer, sau đó giải thể do ông bị phá sản và cù lao phải bán, đó là cù lao Ngũ Hiệp.

## Kinh tế - xã hội
Các cù lao là vùng canh tác nông nghiệp màu mỡ, một số cù lao chuyên canh cây ăn quả, như cù lao Tân Phong ở Tiền Giang sản xuất 20.000 tấn trái cây hằng năm, cù lao Ngũ Hiệp chuyên canh sầu riêng. Bốn cù lao trên sông Tiền giữa Tiền Giang và Bến Tre là khu du lịch, thường được biết đến là Tứ linh Long - Lân - Quy - Phụng.
Cù lao Tào ở Vũng Tàu, với diện tích 20 ha, cù lao là một kho chứa xăng dầu lớn, công suất 150.000 m³, có vai trò trữ xăng dầu từ nhà máy lọc dầu Dung Quất, sau đó chuyển đi phân phối ở khu vực Nam Bộ.
Cảng quốc tế Cần Giờ tại Tp.Hồ Chí Minh đang được triển khai xây dựng trên vị trí cù lao Con Chó thuộc xã Thạnh An, huyện Cần Giờ, với tổng diện tích 571 ha, dự toán xây dựng 5,5 tỷ USD.

## Cách sử dụng khác
Cần phân biệt với "Cù lao" dùng để nói về công lao cha mẹ và có xuất xứ từ Kinh Thi của Trung Quốc, thường nói là "Chín chữ cù lao" (Cửu tự cù lao). Ngoài ra còn được sử dụng với nhiều nghĩa khác, như: đáy chai lọ; tên một món ăn nước nấu trong một cái ô bằng thau, có ngăn phần ở giữa để lửa than cho nóng sôi mãi.
Cù Lao là tên một ngọn đồi nơi có Tháp Bà Ponagar.